# Nemophila pedunculata
Nemophila pedunculata Dougl. ex Benth. è una pianta della famiglia delle Boraginacee.

## Distribuzione e habitat
La specie è endemica del Messico (Baja California).